# Pedicia staryi
Pedicia (Crunobia) staryi là một loài ruồi trong họ Pediciidae. Chúng phân bố ở vùng sinh thái Palearctic.